# Comuna Halinga
Halinga este o comună (vald) din Comitatul Pärnu, Estonia. Cuprinde 44 localități (43 sate și 1 târgușor). Reședința comunei este târgușorul (centru urban) Pärnu-Jaagupi.